# Gastrorchis
Gastrorchis (em português: Gastrorque ou Gastrorquídea) é um género botânico pertencente à família das orquídeas (Orchidaceæ).

## Etimologia
O nome deste gênero (Epi.) deriva da latinização de duas palavras gregas: γαστήρ, γαστρός (gastér, gastrós), que significa “ventre”; e όρχις  (órkhis), que significa "testículo" e , por extensão, “orquídea”"; referindo-se à forma do bulbo desta espécie.

## Descrição
Este é um gênero de orquídeas terrestres nativas de Madagascar, onde vegeta em altitudes superiores a 1000 metros.  O gênero possui 8 espécies de colorido atrativo, variando entre rosa, branco e bronze.

## Espécies
1. Gastrorchis francoisii  Schltr. (1924)
2. Gastrorchis humblotii  (Rchb.f.) Schltr. (1924)
3. Gastrorchis lutea  (Ursch & Toill.-Gen. ex Bosser) Senghas (1984)
4. Gastrorchis peyrotii  (Bosser) Senghas (1984)
5. Gastrorchis pulchra  Humbert & H.Perrier (1955)
6. Gastrorchis simulans  (Rolfe) Schltr. (1924)
7. Gastrorchis steinhardtiana  Senghas (1997)
8. Gastrorchis tuberculosa  (Thouars) Schltr. (1924) - espécie tipo -